# Maru 1 Keikaku
Das 1. Kreis-Bauprogramm (japanisch マル1計画, 第一次補充計画 Maru 1 Keikaku, Dai-Ichi-Ji Hojū Keikaku) war ein Flottenrüstungsprogramm der Kaiserlich Japanischen Marine von 1931. Es ist das erste von vier Programmen, welche für die japanische Marine in den 1930ern bewilligt wurden.

## Hintergrund

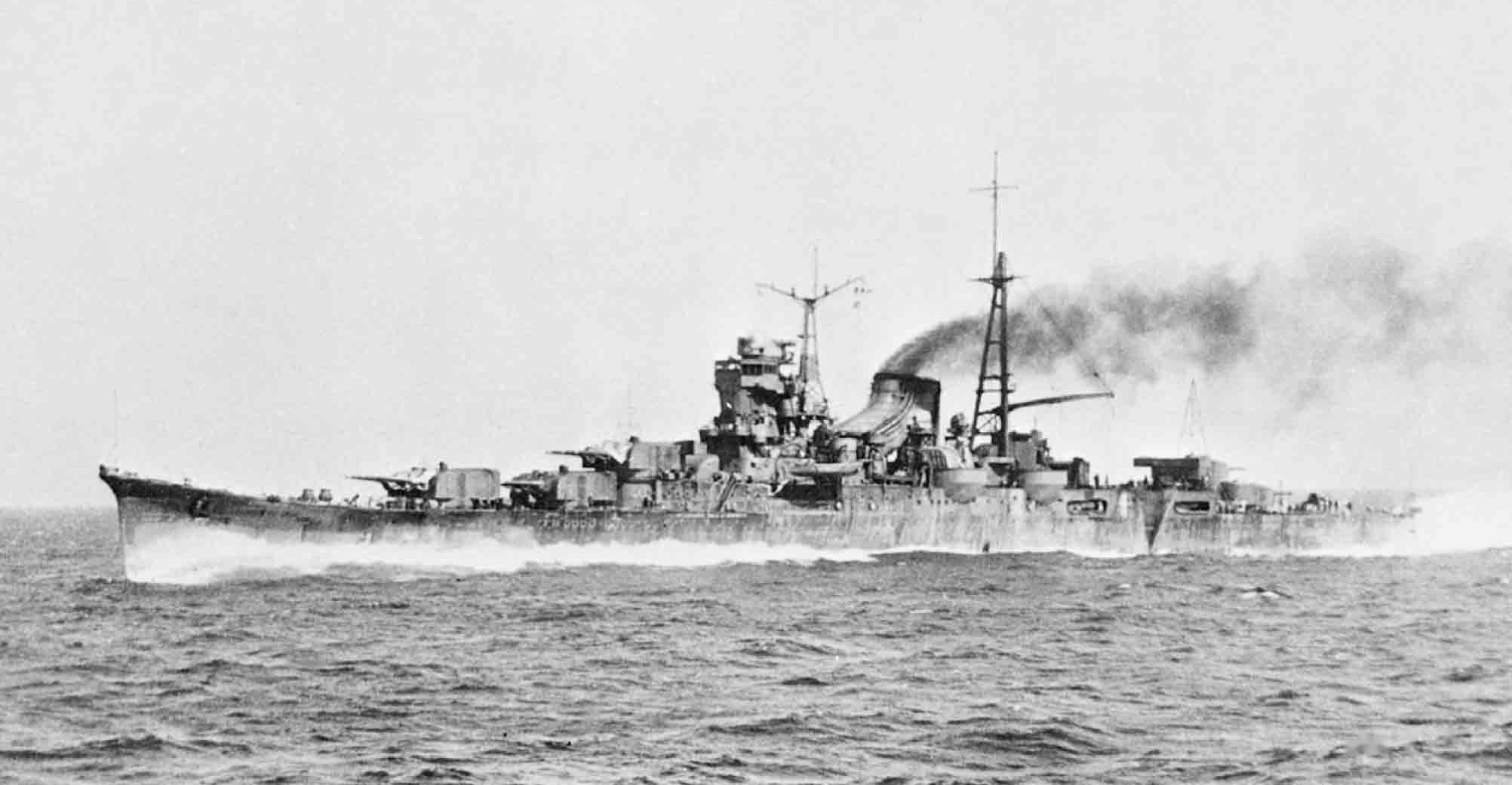
Der unter dem 1. Kreis-Bauprogramm gebaute Leichte Kreuzer Mogami

Am 22. April 1930 wurde der Londoner Flottenvertrag unterzeichnet, dieser legte gegenüber den Vertragsstaaten fest, dass das Moratorium zum Bau von Großkampfschiffen, des Washingtoner Flottenvertrags, bis 1936 verlängert würde sowie neue bzw. erweiterte qualitative wie quantitative Grenzen für Großkampfschiffe (Schlachtschiffe bzw. -kreuzer), Flugzeugträger, Kreuzer, Zerstörer und U-Boote. Die Antwort des japanischen Admiralstabs bestand darin, ein Bauprogramm einzuleiten, um neue Kriegsschiffe bis zu den zugewiesenen Tonnagegrenzen in jeder der eingeschränkten Kategorien zu bauen und in Typen von Kriegsschiffen und Waffen zu investieren, die nicht ausdrücklich unter die Bestimmungen des Vertrags fielen.
Das 1. Kreis-Bauprogramm wurde der Regierung vom japanischen Marineministerium unterbreitet und vom japanischen Kabinett im November 1930 angenommen und 1931 ratifiziert. Er forderte den Bau von 39 neuen Kriegsschiffen, bei denen die vier neuen Leichten Kreuzer der Mogami-Klasse im Mittelpunkt standen. Im Flottenvertrag war nur die Gesamttonnage der Leichten Kreuzer begrenzt, nicht die Anzahl. Außerdem war die Erweiterung der Kaiserlich Japanischen Marineluftstreitkräfte um 14 Staffeln geplant. Das Budget für den Bau der Kriegsschiffe war auf sechs Jahre ausgelegt, und das Budget für die Bildung der Marinefliegerstaffeln auf drei Jahre. Die zugeteilten Mittel betrugen 247.080.000 ¥ für den Schiffbau und 44.956.000 ¥ für den Ausbau der Luftstreitkräfte.
In Bezug auf die Entwicklung der Marinefliegerei konzentrierte sich das 1. Kreis-Bauprogramm auch auf die Entwicklung neuer Flugzeugtechnologien, insbesondere großer Wasserflugzeuge, landgestützter Bomber sowie trägergestützter Bomber und Torpedoflugzeuge und bomben- bzw. torpedotragende Wasserflugzeuge, die von Schlachtschiffen, Kreuzern oder U-Booten aus gestartet werden konnten. Aufmerksamkeit wurde auch der Ausbildung von Piloten und Flugzeugbesatzungen in Sturzkampf- und Torpedoflugzeugen geschenkt.
In einer Ergänzung zum 1. Kreis-Bauprogramm wurde für das Haushaltsjahr 1933 weitere 15.000.000 ¥ bewilligt, welche zum Bau des U-Boot-Begleitschiffs Taigei und von zwei U-Jagdbooten verwendet wurden.

## Einheiten
| Schiffstyp           | Klasse         | Anzahl | Einheiten | Einheiten   | Einheiten    | Bemerkungen |
| Schiffstyp           | Klasse         | Anzahl | Name | Bauzeitraum | Kosten       | Bemerkungen |
| -------------------- | -------------- | ------ | --- | ----------- | ------------ | --- |
| Leichter Kreuzer     | Mogami         | 4      | Mogami, Mikuma, Suzuya, Kumano                                                                                          | 1931–37     | 99.335.800 ¥ | später Umrüstung zu Schweren Kreuzern                                                                                         |
| Zerstörer            | Hatsuharu      | 12     | Hatsuharu, Nenohi, Wakaba, Hatsushimo, Ariake, Yūgure, Shiratsuyu*, Shigure*, Murasame*, Yūdachi*, Harusame*, Samidare* | 1931–37     | 65.550.000 ¥ | Nach konstruktiven Mängeln wurden die letzten sechs Schiffe umkonstruiert, und bilden eine eigene Klasse* (Shiratsuyu-Klasse) |
| Torpedoboot          | Chidori        | 4      | Chidori, Manazuru, Tomozuru, Hatsukari                                                                                  | 1931–34     | 09.120.000 ¥ | |
| U-Boot               | Junsen 2       | 1      | I-6 | 1932–35     | 08.252.600 ¥ | |
| U-Boot               | Kaidai VIa     | 6      | I-68, I-69, I-70, I-71, I-72, I-73                                                                                      | 1931–37     | 38.554.800 ¥ | |
| U-Boot               | Kaichū VI      | 2      | Ro-33, Ro-34 | 1933–37     | 08.306.800 ¥ | |
| Minenleger           | Okinoshima     | 1      | Okinoshima | 1934–36     | 06.275.000 ¥ | |
| Minenleger           | Natsushima     | 3      | Natsushima, Nasami, Sarushima                                                                                           | 1931–34     | 03.705.000 ¥ | |
| Minensuchboot        | Sōkaitei Nr.13 | 6      | Nr.13, Nr.14. Nr.15, Nr.16, Nr.17, Nr.18                                                                                | 1931–35     | 07.980.000 ¥ | |
| Ergänzung            |                |        | |             |              | |
| U-Boot-Begleitschiff | Taigei         | 1      | Taigei | 1933–34     | 11.948.600 ¥ | ab 1941 umgebaut zum Leichten Flugzeugträger (in Ryūhō umbenannt)                                                             |
| U-Jagdboot           | Kusentei Nr.1  | 2      | Nr.1, Nr.2 | 1933–34     | 03.051.400 ¥ | |